# Sekáč (film)
Sekáč (též Longlegs, v anglickém originále Longlegs) je americký filmový hororový thriller z roku 2024, který napsal a režíroval Osgood Perkins a ve kterém hrají Maika Monroe, Alicia Witt, Blair Underwood a Nicolas Cage. Sleduje agentku FBI v 90. letech 20. století, která má za úkol vypátrat okultistického sériového vraha zodpovědného za vyvraždění několika rodin po celém Oregonu. Cage se na filmu podílel jako producent prostřednictvím své produkční společnosti Saturn Films.
Film byl ve Spojených státech uveden do kin společností Neon 12. července 2024. Snímek získal pozitivní recenze a při rozpočtu necelých 10 milionů dolarů utržil celosvětově 126 milionů dolarů, čímž se stal komerčně nejúspěšnějším filmem společnosti Neon na domácím trhu, komerčně nejúspěšnějším nezávislým filmem roku a Perkinsovým komerčně nejúspěšnějším filmem.

## Děj
V roce 1974 v Oregonu sleduje malá dívka s Polaroidem tajemný hlas a narazí na podivného muže s bledým obličejem.
O dvacet let později je agentka FBI Lee Harkerová, která možná disponuje jasnovidností, pověřena případem série vražd a sebevražd otců, kteří zabili své rodiny. Všechny případy spojuje dopis se satanistickým kódem podepsaný „Longlegs“. Lee zjistí, že oběti měly devítileté dcery narozené 14. dne v měsíci a vraždy tvoří na kalendáři okultní symbol s jedním chybějícím datem. Doma dostane od Longlegse zakódovanou narozeninovou kartu s varováním, že pokud odhalí její původ, její matka Ruth zemře.
Stopy ji zavedou k panence s kovovou koulí uvnitř. V psychiatrické léčebně mluví s Carrie, přeživší jedné z vražd, která tvrdí, že ji Lee již dříve navštívila . Vyjde najevo, že Ruth kdysi nahlásila podivného muže, který se objevil u Lee v den jejích devátých narozenin. Lee nalezne starou fotku onoho muže – Longlegse – a vede to k jeho dopadení. Dnešní den odpovídá chybějícímu datu, Lee se proto obává, že dojde k další vraždě. Longlegs během výslechu mluví o „muži dole“ a naznačí, že Ruth byla zapletena, než spáchá sebevraždu. Brzy nato zemře i Carrie.
Agent Browning odveze Lee k Ruth, která ho zabije brokovnicí. Zničí také panenku připomínající malou Lee, čímž Lee ztrácí vědomí. Ve vizi se dozvídá, že Ruth byla Longlegsovou komplicí už od dětství. Ten jí hrozil, že Lee zabije, pokud mu nepomůže. Bydlel ve sklepě a vyráběl satanské panenky, které Ruth doručovala převlečená za jeptišku. Tyto panenky způsobily, že otcové zabíjeli své rodiny. Leeina panenka jí zablokovala vzpomínky a ovlivňovala její mysl.
Po probuzení Lee zvedne telefon – démonický hlas ji varuje, že dnes slaví deváté narozeniny dcera jejího šéfa Williama. Spěchá na místo, ale zjistí, že rodina je již posedlá a Ruth doručila panenku. William zabije svou ženu Annu a Lee ho zastřelí, aby zachránila Ruby. Pak zabije i Ruth, která ji napadne nožem. Když chce zničit panenku, její zbraň selže. Lee jen zírá na panenku a řekne Ruby, že musejí odejít.